# Ariany
Ariany (en catalan et en castillan) est une commune d'Espagne de l'île de Majorque dans la communauté autonome des Îles Baléares. Elle est située au centre de l'île à 52 kilomètres à l'Est de Palma de Majorque et fait partie de la comarque de la Pla de Mallorca.
Après deux essais infructueux, en 1925 et en 1949, Ariany, qui faisait partie de la commune de Petra, a été élevée au rang de commune le 19 octobre 1982.

## Géographie

Localisation de l'île Majorque dans les Îles Baléares.
Localisation d'Ariany dans l'île de Majorque.
Localisation de la comarque de la Pla de Mallorca dans l'île de Majorque.